# 朗根 (埃姆斯兰县)
朗根（德語：Langen，發音：[ˈlaŋən] ⓘ）是德国下萨克森州埃姆斯兰县的市镇，面积33.53平方千米，人口为人。